# Joffrey Cuffaut
Joffrey Cuffaut (Méru, 15 marzo 1988) è un calciatore francese, difensore del Saint-Amand.

## Carriera
Cresciuto nelle giovanili del Beauvais, esordisce in prima squadra nel 2006.
Nell'estate del 2010 passa al Le Mans, militante in Ligue 2.
Dopo la messa in liquidazione del Le Mans nel 2013, passa al Nancy, appena retrocesso in Ligue 2, firmando un contratto fino al 2016. La stagione 2015-2016 si conclude con la vittoria del campionato e la promozione in Ligue 1. In seguito a ciò il Nancy prolunga il contratto di Cuffaut per 2 anni. La stagione 2016-2017 gioca il suo unico campionato di Ligue 1, concludendolo con 30 presenze e 1 gol ma la squadra non riesce ad evitare la retrocessione.
Dopo un altro campionato di Ligue 2 col Nancy, nel giugno 2018 passa al Valenciennes, firmando un contratto di 3 anni. Il 7 novembre 2020 realizza un poker nella partita contro il Tolosa, vinta per 5-4, diventando il primo difensore a realizzare 4 reti in una partita nella storia della Ligue 2. Nel gennaio 2021 Cuffaut prolunga il suo contratto col Valenciennes fino al 2023.

## Statistiche

### Presenze e reti nei club
Statistiche aggiornate al 10 maggio 2024.
| Stagione            | Squadra             | Campionato          | Campionato | Campionato | Coppe nazionali | Coppe nazionali | Coppe nazionali | Coppe continentali | Coppe continentali | Coppe continentali | Altre coppe | Altre coppe | Altre coppe | Totale | Totale |
| Stagione            | Squadra             | Comp                | Pres       | Reti       | Comp            | Pres            | Reti            | Comp               | Pres               | Reti               | Comp        | Pres        | Reti        | Pres   | Reti   |
| ------------------- | ------------------- | ------------------- | ---------- | ---------- | --------------- | --------------- | --------------- | ------------------ | ------------------ | ------------------ | ----------- | ----------- | ----------- | ------ | ------ |
| 2006-2007           | Beauvais            | N                   | 3          | 0          | -               | -               | -               | -                  | -                  | -                  | -           | -           | -           | 3      | 0      |
| 2007-2008           | Beauvais            | N                   | 3          | 0          | -               | -               | -               | -                  | -                  | -                  | -           | -           | -           | 3      | 0      |
| 2008-2009           | Beauvais            | N                   | 14         | 0          | -               | -               | -               | -                  | -                  | -                  | -           | -           | -           | 14     | 0      |
| 2009-2010           | Beauvais            | N                   | 36         | 0          | CF              | 4               | 1               | -                  | -                  | -                  | -           | -           | -           | 40     | 1      |
| Totale Beauvais     | Totale Beauvais     | Totale Beauvais     | 56         | 0          |                 | 4               | 1               |                    | -                  | -                  |             | -           | -           | 60     | 1      |
| 2010-2011           | Le Mans             | L2                  | 33         | 1          | CF+CdL          | 5+1             | 0               | -                  | -                  | -                  | -           | -           | -           | 39     | 1      |
| 2011-2012           | Le Mans             | L2                  | 28         | 0          | CF+CdL          | 3+4             | 0               | -                  | -                  | -                  | -           | -           | -           | 35     | 0      |
| 2012-2013           | Le Mans             | L2                  | 38         | 0          | CF+CdL          | 3+1             | 0               | -                  | -                  | -                  | -           | -           | -           | 42     | 0      |
| Totale Le Mans      | Totale Le Mans      | Totale Le Mans      | 79         | 1          |                 | 17              | 0               |                    | -                  | -                  |             | -           | -           | 96     | 1      |
| 2010-2011           | Le Mans 2           | CFA                 | 3          | 0          | -               | -               | -               | -                  | -                  | -                  | -           | -           | -           | 3      | 0      |
| 2011-2012           | Le Mans 2           | CFA                 | 2          | 0          | -               | -               | -               | -                  | -                  | -                  | -           | -           | -           | 2      | 0      |
| Totale Le Mans 2    | Totale Le Mans 2    | Totale Le Mans 2    | 5          | 0          |                 | -               | -               |                    | -                  | -                  |             | -           | -           | 5      | 0      |
| 2013-2014           | Nancy               | L2                  | 34         | 1          | CF+CdL          | 2+2             | 0               | -                  | -                  | -                  | -           | -           | -           | 38     | 1      |
| 2014-2015           | Nancy               | L2                  | 22         | 0          | CF+CdL          | 2+1             | 0               | -                  | -                  | -                  | -           | -           | -           | 25     | 0      |
| 2015-2016           | Nancy               | L2                  | 17         | 1          | CF+CdL          | 2+2             | 0               | -                  | -                  | -                  | -           | -           | -           | 21     | 1      |
| 2016-2017           | Nancy               | L1                  | 30         | 1          | CF+CdL          | 2+3             | 0+1             | -                  | -                  | -                  | -           | -           | -           | 35     | 2      |
| 2017-2018           | Nancy               | L2                  | 31         | 2          | CF+CdL          | 1+1             | 0               | -                  | -                  | -                  | -           | -           | -           | 33     | 2      |
| Totale Nancy        | Totale Nancy        | Totale Nancy        | 134        | 5          |                 | 18              | 1               |                    | -                  | -                  |             | -           | -           | 152    | 6      |
| 2014-2015           | Nancy 2             | CFA2                | 1          | 0          | -               | -               | -               | -                  | -                  | -                  | -           | -           | -           | 1      | 0      |
| 2016-2017           | Nancy 2             | CFA2                | 1          | 0          | -               | -               | -               | -                  | -                  | -                  | -           | -           | -           | 1      | 0      |
| Totale Nancy 2      | Totale Nancy 2      | Totale Nancy 2      | 2          | 0          |                 | -               | -               |                    | -                  | -                  |             | -           | -           | 2      | 0      |
| 2018-2019           | Valenciennes        | L2                  | 23         | 2          | CF+CdL          | 2+1             | 0               | -                  | -                  | -                  | -           | -           | -           | 26     | 2      |
| 2019-2020           | Valenciennes        | L2                  | 22         | 1          | CF+CdL          | 2+1             | 0               | -                  | -                  | -                  | -           | -           | -           | 25     | 1      |
| 2020-2021           | Valenciennes        | L2                  | 33         | 10         | CF              | 2               | 0               | -                  | -                  | -                  | -           | -           | -           | 35     | 10     |
| 2021-2022           | Valenciennes        | L2                  | 35         | 3          | CF              | 2               | 0               | -                  | -                  | -                  | -           | -           | -           | 37     | 3      |
| 2022-2023           | Valenciennes        | L2                  | 26         | 4          | CF              | 1               | 0               | -                  | -                  | -                  | -           | -           | -           | 27     | 4      |
| 2023-2024           | Valenciennes        | L2                  | 19         | 1          | CF              | 5               | 0               | -                  | -                  | -                  | -           | -           | -           | 24     | 1      |
| Totale Valenciennes | Totale Valenciennes | Totale Valenciennes | 158        | 21         |                 | 16              | 0               |                    | -                  | -                  |             | -           | -           | 174    | 21     |
| Totale carriera     | Totale carriera     | Totale carriera     | 434        | 27         |                 | 55              | 2               |                    | -                  | -                  |             | -           | -           | 489    | 29     |

## Palmarès

### Club

#### Competizioni nazionali
- Ligue 2: 1

Nancy: 2015-2016